# Dom Rzemiosł Teatralnych w Krakowie
Dom Rzemiosł Teatralnych – zabytkowy budynek znajdujący się w Krakowie, w dzielnicy I przy ulicy Radziwiłłowskiej 3, na Wesołej.
Budynek został wzniesiony w 1903 roku. Do jej wybudowania wykonano projekt sporządzony przez Jana Rzymkowskiego. W kamienicy działa magazyn kostiumów, sala prób oraz pracownie krawieckie Teatru im. Juliusza Słowackiego.
21 września 1993 kamienica została wpisana do rejestru zabytków. Znajduje się także w gminnej ewidencji zabytków.